# Myrmecophilus ochraceus
Myrmecophilus ochraceus är en insektsart som beskrevs av Fischer 1853. Myrmecophilus ochraceus ingår i släktet Myrmecophilus och familjen Myrmecophilidae. Inga underarter finns listade i Catalogue of Life.